# カンブリアン (軽巡洋艦)
カンブリアン (HMS Cambrian) はイギリス海軍の軽巡洋艦。C級（カンブリアン級）。この名を持つ4隻目のイギリス海軍艦艇である。

## 艦歴
ウェールズ、ペンブロークドックのペンブローク工廠で1914年12月8日に起工。1916年3月3日進水。1916年5月に竣工。同月、グランドフリートの第4軽巡洋艦戦隊に編入され、以後1919年の第一次世界大戦終結まで同戦隊で活動した。戦争中、戦隊は主にグランドフリートの戦艦群に随伴した。1917年3月には封鎖突破船の情報が届いたことからノルウェー沖の哨戒を行ったものの成果はなかった。
1919年初め、ロサイスで修理を実施。その後「カンブリアン」はデボンポートへ移り、6月13日にウェールズ公エドワードが艦を訪れた。翌月北アメリカ・西インド艦隊に編入され、1922年までそこに属した。8月にはジャマイカのキングストン付近で座礁したスクーナー「ベラ・スコット (Bella Scott)」を離礁させるために数日を費やし、1920年3月4月はバミューダで修理を受けた。1921年にはドミニカで再びウェールズ公の訪問を受けた。7月31日、ピルグリム300周年記念式典参加のためマサチューセッツ州プリマスに到着。
1922年8月から1924年6月まで第2軽巡洋艦戦隊に所属。1922年から23年のチャナク危機ではイギリスの権益維持のために派遣された。9月27日から10月8日にかけてイギリスからトルコまで水上機母艦「アーク・ロイヤル」を護衛。12月、スミルナの警備艦となる。
1924年6月に退役し、1926年まで改装が行われて後部の射撃指揮所や探照灯台が撤去された。再就役すると地中海艦隊の第2軽巡洋艦戦隊に編入。1929年には中国への兵員輸送を行い、同年11月に退役。ノア予備艦隊に編入される。1931年3月、ノア予備艦隊旗艦として再就役。1933年7月、シアーネスで退役。1934年7月28日、スクラップとして売却。

## 戦時改装
1917年から18年の間に前檣が三脚式に変えられ、そこに方位盤が搭載された。1919年1月、4インチ砲が撤去され、煙突の後方に6インチ砲が1基追加された。また、同時期に高角砲がQF 3インチ 20cwt砲2門に換装された。1919年から1924年の間のどこかで、2ポンドMk II ポンポン砲連装1基が装備された。